# Carola Lorenzini
Carola Elena Lorenzini (Empalme San Vicente, Buenos Aires, 15 de agosto de 1899 − Morón, Buenos Aires, 23 de noviembre de 1941) fue una aviadora y  deportista argentina.

## Primeros años y carrera

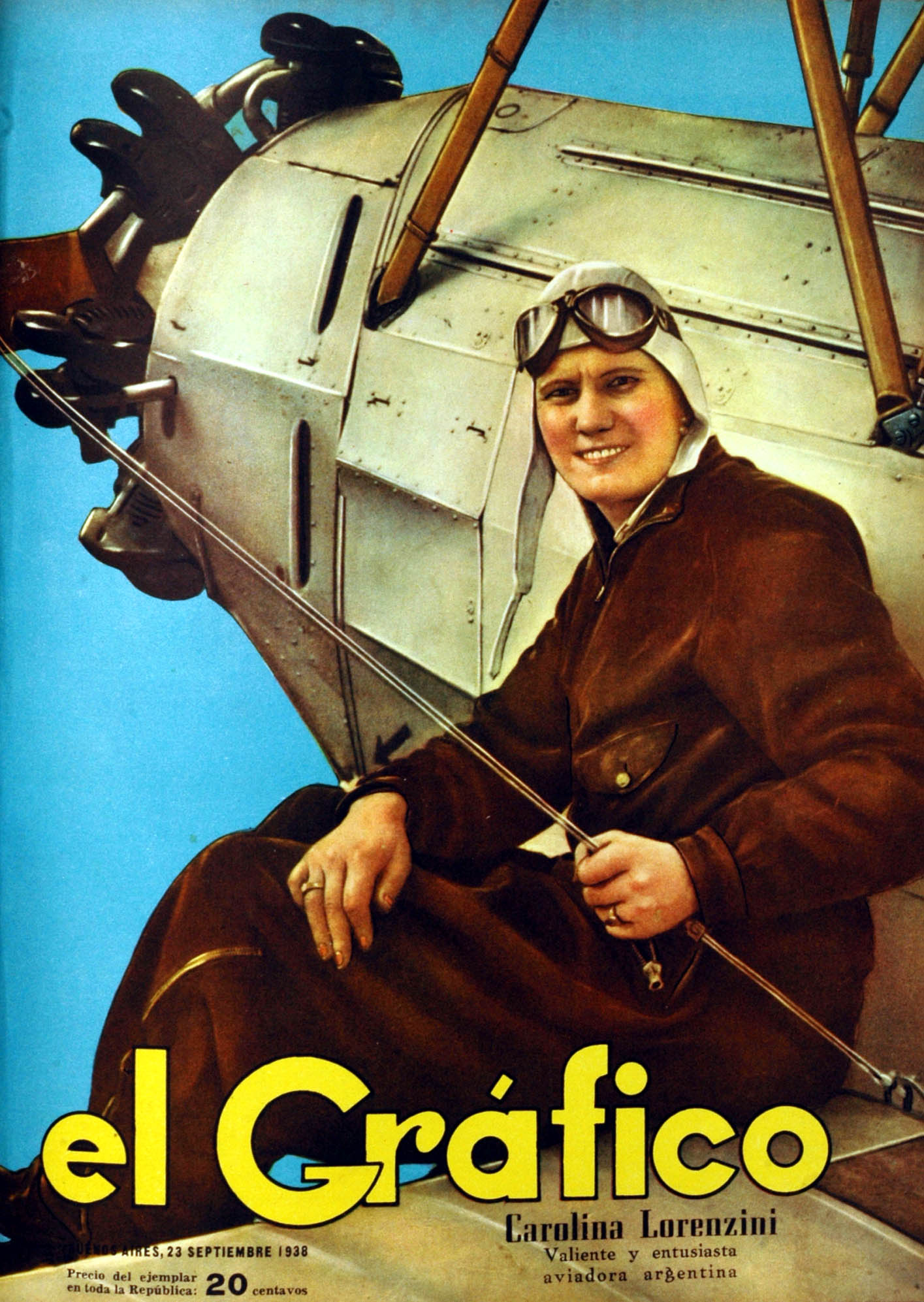
Lorenzini en la portada de la revista El Gráfico, 23 de septiembre de 1938.

Hija de José Lorenzini y Luisa Piana, fue la séptima de ocho hermanos. Una anécdota dice que fue la primera mujer en conducir un automóvil por las calles de San Vicente. Al crecer se convirtió en una gran deportista, destacándose en equitación, remo, atletismo, salto, jabalina y hockey. En 1925 fue campeona de atletismo.
Más tarde trabajó como dactilógrafa y en la Compañía Unión Telefónica. En 1931, tras muchas cartas y reiterados pedidos de ingreso la aceptaron en el Aero Club Argentino de Seis de Septiembre. El curso de instrucción la llevó a gastar todos sus ahorros y vender sus pertenencias, incluida su bicicleta.
Obtuvo finalmente el brevet de aviador civil en 1933. Más tarde se convertiría en la primera mujer en obtener el título de instructor de vuelo en América del Sur y en 1941 le otorgaron la licencia para servicio público comercial. Su cariño por las tradiciones rurales autóctonas y la cultura indígena argentina, junto a su costumbre de vestir bombachas criollas (atuendo típico del hombre de campo), botas y campera de cuero le valieron el apodo de «Aviadora Gaucha» o «Paloma Gaucha».

## Récords

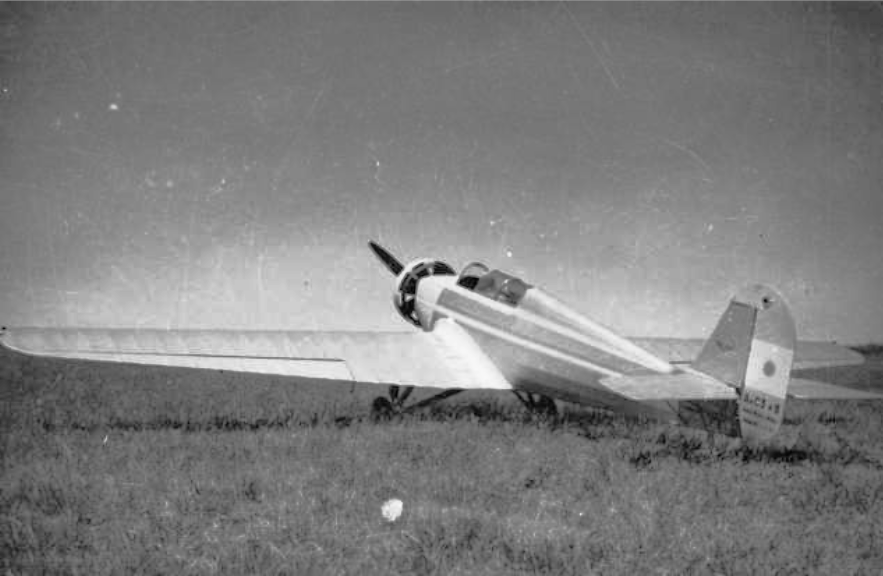
Ae.C.3 de Carola Lorenzini, 31 de marzo de 1935

Carola no tardó mucho en abocarse a la aviación deportiva.
El 31 de marzo de 1935 batió el Récord Femenino Sudamericano de Altura, llegando a 5381 m, en un avión Ae.C.3 de cabina cerrada. Tras trepar a los 1.000 metros en 4 minutos, alcanzó los 3.000 metros en 22 minutos y 30 segundos, y tras superar el techo de servicio operativo de 4.000 metros de altura que tenía la máquina, estableció su plusmarca. Esto le valió innumerables reconocimientos y felicitaciones, y la entrega por parte de la Aviación Militar Argentina de una medalla de oro.
El 13 de noviembre de 1936 cruzó el Río de la Plata en un vuelo en solitario. Partió del aeródromo Rivadavia, de Morón, y compitió con otra aviadora, Isabel Gladisz. Ambas llegaron a Montevideo.
En 1940 realizó un raíd uniendo las (por entonces) 14 provincias argentinas.

## Muerte
Murió el 23 de noviembre de 1941 en un accidente aéreo mientras realizaba una exhibición en el aeródromo Presidente Rivadavia de Seis de Septiembre, actual Base Aérea Militar Morón en el partido de Morón, con motivo de la visita de una escuadrilla de aviadoras uruguayas. La habían invitado a realizar su famoso looping invertido, acrobacia en la que el piloto queda totalmente invertido con los pies hacia arriba, volando muy cerca del suelo. Era una prueba extrema que solo se animaban a realizar en ese tiempo pocos aviadores del país, entre ellos Carola Lorenzini y Santiago Germanó, su instructor. Lamentablemente Lorenzini mantenía una mala relación con las autoridades de la aviación civil: llevaba un año suspendida por la organización, aparentemente por una fuerte discusión que mantuvo con la Aviación Militar por falta de combustible para sus aviones.
Los dirigentes del aeroclub argentino hicieron gestiones para conseguir una autorización provisional, para que su piloto femenino más famosa pudiese volar. En un ambiente tenso, Carola, decidió llevar a cabo la peligrosa exhibición. Usó un avión Focke-Wulf Fw44, pero no el aparato que volaba habitualmente. Tampoco pudo entrenarse. Durante el vuelo, hubo problemas en la fase descendente, y el avión se estrelló en tierra, muriendo la piloto.
El velatorio tuvo numerosa concurrencia, como el entierro en el cementerio de la Recoleta. Años más tarde, sus restos fueron llevados al cementerio de San Vicente.

## Conmemoraciones
Llevan su nombre calles de muchas ciudades de Argentina, entre otras en Longchamps, Temperley, Merlo (Buenos Aires), Guernica, Alejandro Korn, Ciudad Jardín Lomas del Palomar, Morón, Hurlingham, Florencio Varela, Puerto Madryn, Tandil, Bernasconi, en el barrio de  Puerto Madero en la ciudad de Buenos Aires y en el departamento de Godoy Cruz en Mendoza. En la ciudad de Córdoba existe un barrio con su nombre.
El 24 de noviembre de 2001 el Correo Argentino emitió un sello postal conmemorativo bajo la consigna «Aviación: Carola Lorenzini y Jean Mermoz», que lleva su imagen.